# Århus Amtskreds
Århus Amtskreds var en amtskreds omfattende Århus Amt. Kredsen blev nedlagt ved Strukturreformen i 2007, hvorefter størstedelen af kredsen indgår i Østjyllands Storkreds og en mindre del i Nordjyllands Storkreds.
Amtskredsen var fra 1971 inddelt i følgende opstillingskredse, med deres bestanddelskommuner i parentes:
- Aarhus Østkredsen (bestående af den del af Aarhus Kommunes bykerne, som mod nord begrænses af en linje løbende mod vest fra Aarhus Bugt syd for Trøjborgvej og Katrinebjergvej til Langelandsgade, drejende mod syd langs Langelandsgades vestside, nord om Møllevejen, videre mod syd langs Mønsgades og Thorvaldsensgades vestside til Aarhus Å, følgende denne til Åby Sogns grænseskæring ved Viby og Langenæs Sogne, fortsættende i nordøstlig retning langs banelinjen til Absalonsgade og derfra videre ad Absalonsgade, Frederiks Allé, Ole Rømers Gade, Brammersgade, Marselisborg Allé og Jægersgårdsgade til Aarhus Bugt. Endvidere den del af Aarhus Kommune, der omfatter Egå, Ellevang, Hjortshøj, Risskov, Skelager, Skødstrup og Vejlby Sogne).

- Aarhus Nordkredsen (bestående af den del af Aarhus Kommune, der mod syd følger Aarhus 1. kreds' (del af bykernen) nordgrænse fra Aarhus Bugt indtil Åby Sogn, fortsættende i en linje i nordlig retning langs østsiden af Åby, Hasle, Tilst og Kasted Sognes sognegrænser til kommunegrænsen, og som mod nord og øst begrænses af en linje løbende fra Aarhus Bugt langs Risskov og Vejlby Sognes sydgrænser og langs Skelager Sogns syd-, vest- og nordgrænser, videre mod nord langs Egå og Hjortshøj Sognes vestgrænser til kommunegrænsen).

- Aarhus Sydkredsen (bestående af den del af Aarhus Kommune, som mod nord følger Aarhus 1. kreds' (del af bykernen) sydgrænse fra Aarhus Bugt indtil Åby Sogns grænseskæring ved Viby og Langenæs Sogne, fortsættende i en linje mod syd, løbende langs Viby Sogns østgrænse og Fredens Sogns nord-, øst- og sydgrænse og derfra langs Viby og Ravnsbjerg Sogns sydgrænse, videre langs Kolt Sogns sydgrænse til kommunegrænsen. Endvidere en del af Vitved Sogn (Fastrup Ejerlav).

- Aarhus Vestkredsen (bestående af den øvrige del af Aarhus Kommune omfattende samt Borum Sogn, Brabrand, Framlev, Fredens, Fårup, Gellerup, Harlev, Hasle, Kasted, Kolt, Lyngby, Ormslev, Ravnsbjerg, Sabro, Skjoldhøj, Tilst, Viby, og Åby Sogne fra Aarhus Kommune, og desuden Årslev Sogn fra Sønderhald Kommune).

- Mariagerkredsen (bestående af Langå, Mariager, Nørhald, Purhus, og Sønderhald Kommuner).

- Randerskredsen (bestående af Randers Kommune).

- Hammelkredsen (bestående af Galten, Hadsten, Hammel, Hinnerup, Rosenholm, og Rønde Kommuner).

- Grenaakredsen (bestående af Ebeltoft, Grenaa, Midtdjurs, Nørre Djurs, og Rougsø Kommuner).

- Skanderborgkredsen (bestående af Hørning, Odder, Samsø, og Skanderborg Kommuner).

- Silkeborgkredsen (bestående af Gjern, Ry, Silkeborg, og Them Kommuner).

Fra 1920 til 1970 bestod amtskredsen af følgende opstillingskredse:
- Odderkredsen
- Århus Midtkredsen
- Aarhus Nordkredsen
- Aarhus Sydkredsen
- Skjoldelevkredsen

## Valgresultater 1971 - 2005

### Folketingsvalget 2005
| Liste                               | Stemmer | Stemmer | +/-     | Mandater | +/-     | Valgte |
| ----------------------------------- | ------- | ------- | ------- | -------- | ------- | --- |
| A. Socialdemokratiet                | 120.526 | 29,0 %  | -2,8    | 7        | -       | Svend Auken, Anne-Marie Meldgaard, René Skau Björnsson, Jan Petersen, Kirsten Brosbøl, Torben Hansen, Hüseyin Arac     |
| V. Venstre, Danmarks Liberale Parti | 116.041 | 27,9 %  | -2,7    | 6        | -1      | Anne-Mette Winther Christiansen, Jørgen Winther, Michael Aastrup Jensen, Kim Andersen, Leif Mikkelsen, Eyvind Vesselbo |
| O. Dansk Folkeparti                 | 45.398  | 10,9 %  | +0,5    | 3        | -       | Birthe Skaarup, Morten Messerschmidt, Kim Christiansen                                                                 |
| B. Det Radikale Venstre             | 40.354  | 9,7 %   | +4,3    | 2        | +1      | Elisabeth Arnold, Morten Østergaard                                                                                    |
| C. Det Konservative Folkeparti      | 39.950  | 9,6 %   | +1,7    | 2        | +1      | Henriette Kjær, Tom Behnke                                                                                             |
| F. Socialistisk Folkeparti          | 25.259  | 6,1 %   | -0,2    | 1        | -1      | Morten Homann |
| Ø. Enhedslisten - De Rød-Grønne     | 15.151  | 3,7 %   | +1,1    | 1        | -       | Frank Aaen |
| K. Kristendemokraterne              | 7.383   | 1,8 %   | -0,7    |          | -1      | |
| D. Centrum-Demokraterne             | 4.023   | 1,0 %   | -0,9    |          | -       | |
| M. Minoritetspartiet                | 1.236   | 0,3 %   | ny      |          | ny      | |
| Janus Kramer Møller                 | 87      | 0,0 %   | ny      |          | ny      | |
| Gyldige stemmer i alt               | 414.408 | 414.408 | 414.408 | 414.408  | 414.408 | 414.408 |
| Afgivne stemmer i alt               | 418.834 | 418.834 | 418.834 | 418.834  | 418.834 | 418.834 |
| Valgdeltagelse                      | 85,8 %  | 85,8 %  | - 2,2   | - 2,2    | - 2,2   | - 2,2 |

Kilde

### Folketingsvalget 2001
| Liste                               | Stemmer | Stemmer | +/-     | Mandater | +/-     | Valgte |
| ----------------------------------- | ------- | ------- | ------- | -------- | ------- | --- |
| A. Socialdemokratiet                | 133.460 | 31,8%   | -7,4    | 7        | -1      | Svend Auken, Nicolai Wammen, Jan Petersen, René Skau Björnsson, Torben Hansen, Anne-Marie Meldgaard, Jørn Pedersen   |
| V. Venstre, Danmarks Liberale Parti | 128.174 | 30,6%   | +5,9    | 7        | +2      | Jørgen Winther, Kim Andersen, Else Winther Andersen, Leif Mikkelsen, Freddy Dam, Henrik Vestergaard, Eyvind Vesselbo |
| O. Dansk Folkeparti                 | 43.761  | 10,4%   | +4,3    | 3        | +2      | Birthe Skaarup, Per Dalgaard, Uno Larsson                                                                            |
| C. Det Konservative Folkeparti      | 33.087  | 7,9%    | +0,7    | 1        | -       | Henriette Kjær |
| F. Socialistisk Folkeparti          | 26.399  | 6,3%    | -1,2    | 2        | -       | Aage Frandsen, Morten Homann                                                                                         |
| B. Det Radikale Venstre             | 22.709  | 5,4%    | +1,5    | 1        | -       | Elisabeth Arnold |
| Ø. Enhedslisten - De Rød-Grønne     | 11.055  | 2,6%    | -0,3    | 1        | -       | Keld Albrechtsen |
| Q. Kristeligt Folkeparti            | 10.468  | 2,5%    | +0,1    | 1        | -       | Jann Sjursen |
| D. Centrum-Demokraterne             | 7.743   | 1,9%    | -2,4    |          | -1      | |
| Z. Fremskridtspartiet               | 2.232   | 0,5%    | -1,0    |          | -1      | |
| Lars Bang                           | 203     | 0,1%    | +0,1    |          | -       | |
| Gyldige stemmer i alt               | 419.291 | 419.291 | 419.291 | 419.291  | 419.291 | 419.291 |
| Afgivne stemmer i alt               | 423.029 | 423.029 | 423.029 | 423.029  | 423.029 | 423.029 |
| Valgdeltagelse                      | 88,0 %  | 88,0 %  | + 1,4   | + 1,4    | + 1,4   | + 1,4 |

Kilde

### Folketingsvalget 1998
| Liste                               | Stemmer | Stemmer | +/-     | Mandater | +/-     | Valgte |
| ----------------------------------- | ------- | ------- | ------- | -------- | ------- | --- |
| A. Socialdemokratiet                | 160.437 | 39,2%   | +3,9    | 8        | -       | Svend Auken, Hans Peter Baadsgaard, Jan Petersen, Anne-Marie Meldgaard, Jørn Pedersen, Sonja Mikkelsen, Hugo Sørensen, René Skau Johansen |
| V. Venstre, Danmarks Liberale Parti | 101.375 | 24,7%   | +1,5    | 5        | -       | Uffe Ellemann-Jensen, Jørgen Winther, Else Winther Andersen, Kim Andersen, Karen Rønde                                                    |
| F. Socialistisk Folkeparti          | 30.599  | 7,5%    | +0,6    | 2        | -       | Aage Frandsen, Anni Svanholt |
| C. Det Konservative Folkeparti      | 29.677  | 7,2%    | -5,1    | 1        | -2      | Henriette Kjær |
| O. Dansk Folkeparti                 | 24.853  | 6,1%    | ny      | 1        | ny      | Poul Nødgaard |
| D. Centrum-Demokraterne             | 17.482  | 4,3%    | +1,8    | 1        | -       | Arne Melchior |
| B. Det Radikale Venstre             | 15.851  | 3,9%    | -0,4    | 1        | -       | Elisabeth Arnold |
| Ø. Enhedslisten - De Rød-Grønne     | 11.828  | 2,9%    | +0,1    | 1        | -       | Keld Albrechtsen |
| Q. Kristeligt Folkeparti            | 9.728   | 2,4%    | +0,5    | 1        | +1      | Jann Sjursen |
| Z. Fremskridtspartiet               | 6.279   | 1,5%    | -3,5    | 1        | -       | Kim Behnke |
| U. Demokratisk Fornyelse            | 1.428   | 0,3%    | ny      |          | ny      | |
| Kandidater udenfor partierne        | 122     | 0,0%    | -5,8    |          | -1      | |
| Gyldige stemmer i alt               | 409.659 | 409.659 | 409.659 | 409.659  | 409.659 | 409.659 |
| Afgivne stemmer i alt               | 412.281 | 412.281 | 412.281 | 412.281  | 412.281 | 412.281 |
| Valgdeltagelse                      | 86,6 %  | 86,6 %  | + 0,9   | + 0,9    | + 0,9   | + 0,9 |

Kilde

### Folketingsvalget 1994
| Liste                               | Stemmer | Stemmer | +/-     | Mandater | +/-     | Valgte |
| ----------------------------------- | ------- | ------- | ------- | -------- | ------- | --- |
| A. Socialdemokratiet                | 141.289 | 35,3%   | -2,6    | 8        | -       | Svend Auken, Hans Peter Baadsgaard, Anne-Marie Meldgaard, Jan Petersen, Jørn Pedersen, Sonja Mikkelsen, Peter Christensen, Jytte Madsen |
| V. Venstre, Danmarks Liberale Parti | 93.034  | 23,2%   | +6,4    | 5        | +1      | Uffe Ellemann-Jensen, Jørgen Winther, Knud Enggaard, Else Winther Andersen, Jonna Grønver                                               |
| C. Det Konservative Folkeparti      | 49.263  | 12,3%   | -1,3    | 3        | -       | Pernille Sams, H.P. Clausen, Henriette Kjær                                                                                             |
| F. Socialistisk Folkeparti          | 27.672  | 6,9%    | -2,6    | 2        | -       | Aage Frandsen, Anni Svanholt |
| Kandidater udenfor partierne        | 23.358  | 5,8%    | +3,5    | 1        | +1      | Jacob Haugaard |
| Z. Fremskridtspartiet               | 20.214  | 5,0%    | -0,9    | 1        | -       | Kim Behnke |
| B. Det Radikale Venstre             | 17.215  | 4,3%    | +0,8    | 1        | -       | Elisabeth Arnold |
| Ø. Enhedslisten - De Rød-Grønne     | 11.212  | 2,8%    | +1,0    | 1        | +1      | Keld Albrechtsen |
| D. Centrum-Demokraterne             | 10.099  | 2,5%    | -2,0    | 1        | -       | Arne Melchior |
| Q. Kristeligt Folkeparti            | 7.442   | 1,9%    |         |          | -1      | |
| Gyldige stemmer i alt               | 400.798 | 400.798 | 400.798 | 400.798  | 400.798 | 400.798 |
| Afgivne stemmer i alt               | 403.419 | 403.419 | 403.419 | 403.419  | 403.419 | 403.419 |
| Valgdeltagelse                      | 85,7 %  | 85,7 %  | + 1,4   | + 1,4    | + 1,4   | + 1,4 |

Kilde

### Folketingsvalget 1990
| Liste                               | Stemmer | Stemmer | +/-     | Mandater | +/-     | Valgte |
| ----------------------------------- | ------- | ------- | ------- | -------- | ------- | --- |
| A. Socialdemokratiet                | 145.251 | 37,9%   | +6,4    | 8        | -1      | Svend Auken, Hans Peter Baadsgaard, Pernille Forchhammer, Jørn Pedersen, Jan Petersen, Karl Hjortnæs, Anne-Marie Meldgaard, Sonja Mikkelsen |
| V. Venstre, Danmarks Liberale Parti | 64.292  | 16,8%   | +4,2    | 4        | +1      | Uffe Ellemann-Jensen, Jørgen Winther, Knud Enggaard, Else Winther Andersen                                                                  |
| C. Det Konservative Folkeparti      | 52.283  | 13,6%   | -3,8    | 3        | -1      | Pernille Sams, Lars P. Gammelgaard, Chr. O. Aagaard                                                                                         |
| F. Socialistisk Folkeparti          | 36.580  | 9,5%    | -5,0    | 2        | -1      | Ebba Strange, Jens Thoft |
| Z. Fremskridtspartiet               | 22.480  | 5,9%    | -1,9    | 1        | -       | Kim Behnke |
| D. Centrum-Demokraterne             | 17.151  | 4,5%    | +0,4    | 1        | -       | Arne Melchior |
| B. Det Radikale Venstre             | 13.330  | 3,5%    | -1,8    | 1        | -       | Elisabeth Arnold |
| Kandidater udenfor partierne        | 8.717   | 2,3%    | +1,5    |          | -       | |
| Q. Kristeligt Folkeparti            | 7.478   | 1,9%    | +0,2    | 1        | -       | Inger Stilling Pedersen |
| Ø. Enhedslisten                     | 7.026   | 1,8%    | +1,8    |          | -       | |
| P. Fælles Kurs                      | 3.639   | 0,9%    | -0,5    |          | -       | |
| G. De Grønne                        | 3.164   | 0,8%    | -0,3    |          | -       | |
| E. Danmarks Retsforbund             | 2.277   | 0,6%    | ny      |          | ny      | |
| Gyldige stemmer i alt               | 383.668 | 383.668 | 383.668 | 383.668  | 383.668 | 383.668 |
| Afgivne stemmer i alt               | 386.128 | 386.128 | 386.128 | 386.128  | 386.128 | 386.128 |
| Valgdeltagelse                      | 84,3 %  | 84,3 %  | - 2,4   | - 2,4    | - 2,4   | - 2,4 |

Kilde

### Folketingsvalget 1988
| Liste                               | Stemmer | Stemmer | +/-     | Mandater | +/-     | Valgte |
| ----------------------------------- | ------- | ------- | ------- | -------- | ------- | --- |
| A. Socialdemokratiet                | 122.034 | 31,5%   | +0,7    | 7        | -       | Svend Auken, Hans Peter Baadsgaard, Pernile Forchhammer, Karl Hjortnæs, Christian Kelm-Hansen, Søren B. Jørgensen, Sonja Mikkelsen |
| C. Det konservative Folkeparti      | 67.371  | 17,4%   | -1,2    | 4        | +1      | Pernille Sams, Lars P. Gammelgaard, Chr. O. Aagaard, Ole Bernt Henriksen                                                           |
| F. Socialistisk Folkeparti          | 56.070  | 14,5%   | -1,5    | 3        | -       | Ebba Strange, Jens Thoft, Aage Frandsen                                                                                            |
| V. Venstre, Danmarks liberale Parti | 48.906  | 12,6%   | +1,6    | 3        | +1      | Uffe Ellemann-Jensen, Knud Enggaard, Jørgen Vinther                                                                                |
| Z. Fremskridtspartiet               | 30.094  | 7,8%    | +3,7    | 1        | -       | Kim Behnke |
| B. Det radikale Venstre             | 20.582  | 5,3%    | -1,0    | 1        | -       | Elisabeth Arnold |
| M. Centrum-Demokraterne             | 15.750  | 4,1%    | -0,1    | 1        | -       | Arne Melchior |
| Q. Kristeligt Folkeparti            | 6.592   | 1,7%    | -0,3    | 1        | -       | Inger Stilling Pedersen |
| P. Fælles Kurs                      | 5.251   | 1,4%    | -0,3    |          | -       | |
| G. De Grønne                        | 4.312   | 1,1%    | -0,0    |          | -       | |
| K. Danmarks kommunistiske Parti     | 3.733   | 1,0%    | -0,0    |          | -       | |
| Jacob Haugaard                      | 3.221   | 0,8%    | +0,2    |          | -       | |
| Y. Venstresocialisterne             | 3.040   | 0,8%    | -1,1    |          | -       | |
| Finn Mikkelsen                      | 59      | 0,0%    | ny      |          | ny      | |
| Bruno Nielsen-Boreas                | 8       | 0,0%    | ny      |          | ny      | |
| Gyldige stemmer i alt               | 387.023 | 387.023 | 387.023 | 387.023  | 387.023 | 387.023 |
| Afgivne stemmer i alt               | 389.488 | 389.488 | 389.488 | 389.488  | 389.488 | 389.488 |
| Valgdeltagelse                      | 86,7 %  | 86,7 %  | - 0,8   | - 0,8    | - 0,8   | - 0,8 |

Kilde

### Folketingsvalget 1987
| Liste                                         | Stemmer | Stemmer | +/-     | Mandater | +/-     | Valgte |
| --------------------------------------------- | ------- | ------- | ------- | -------- | ------- | --- |
| A. Socialdemokratiet                          | 119.590 | 30,8%   | -1,2    | 7        | +1      | Svend Auken, Hans Peter Baadsgaard, Christian Kelm-Hansen, Pernille Forchhammer, Sonja Mikkelsen, Søren B. Jørgensen, Lissa Mathiasen |
| C. Det konservative Folkeparti                | 72.372  | 18,6%   | -2,6    | 3        | -1      | Pernille Sams, Lars P. Gammelgaard, Chr. O. Aagaard                                                                                   |
| F. Socialistisk Folkeparti                    | 62.016  | 16,0%   | +2,6    | 3        | +1      | Ebba Strange, Jens Thoft, Aage Frandsen                                                                                               |
| V. Venstre, Danmarks liberale Parti           | 42.573  | 11,0%   | -1,1    | 2        | -       | Uffe Ellemann-Jensen, Knud Enggaard                                                                                                   |
| B. Det radikale Venstre                       | 24.278  | 6,3%    | +0,8    | 1        | -       | Bernhard Baunsgaard |
| M. Centrum-Demokraterne                       | 16.306  | 4,2%    | -0,2    | 1        | -       | Arne Melchior |
| Z. Fremskridtspartiet                         | 15.879  | 4,1%    | +1,2    | 1        | -       | Kim Behnke |
| Q. Kristeligt Folkeparti                      | 7.803   | 2,0%    | -0,1    | 1        | -       | Inger Stilling Pedersen |
| Y. Venstresocialisterne                       | 7.216   | 1,9%    | -1,7    |          | -1      | |
| P. Fælles Kurs                                | 6.705   | 1,7%    | ny      |          | ny      | |
| G. De Grønne                                  | 4.435   | 1,1%    | ny      |          | ny      | |
| K. Danmarks kommunistiske Parti               | 3.841   | 1,0%    | +0,3    |          | -       | |
| Jacob Haugaard                                | 2.275   | 0,6%    | +0,4    |          | -       | |
| E. Danmarks Retsforbund                       | 2.251   | 0,6%    | -1,2    |          | -       | |
| H. Det Humanistiske Parti                     | 537     | 0,1%    | ny      |          | ny      | |
| I. Internationalen-Socialistisk Arbejderparti | 214     | 0,1%    | -0,0    |          | -       | |
| L. Marxistisk-Leninistisk Parti               | 99      | 0,0%    | -0,0    |          | -       | |
| Henning Brønd-Nielsen                         | 15      | 0,0%    | ny      |          | ny      | |
| Gyldige stemmer i alt                         | 388.405 | 388.405 | 388.405 | 388.405  | 388.405 | 388.405 |
| Afgivne stemmer i alt                         | 391.047 | 391.047 | 391.047 | 391.047  | 391.047 | 391.047 |
| Valgdeltagelse                                | 87,5 %  | 87,5 %  | - 1,8   | - 1,8    | - 1,8   | - 1,8 |

Kilde

### Folketingsvalget 1984
| Liste                                         | Stemmer | Stemmer | +/-     | Mandater | +/-     | Valgte |
| --------------------------------------------- | ------- | ------- | ------- | -------- | ------- | --- |
| A. Socialdemokratiet                          | 122.298 | 32,0%   | -1,7    | 6        | -1      | Svend Auken, Hans Peter Baadsgaard, Christian Kelm-Hansen, Lissa Mathiasen, Søren B. Jørgensen, Karl Hjortnæs |
| C. Det konservative Folkeparti                | 81.112  | 21,2%   | +8,8    | 4        | +1      | Lars P. Gammelgaard, Elisabeth Krog, Ole Bernt Henriksen, Chr. O. Aagaard                                     |
| F. Socialistisk Folkeparti                    | 51.319  | 13,4%   | +0,0    | 2        | -       | Ebba Strange, Jens Thoft                                                                                      |
| V. Venstre, Danmarks liberale Parti           | 46.286  | 12,1%   | +1,0    | 2        | -       | Uffe Ellemann-Jensen, Knud Enggaard                                                                           |
| B. Det radikale Venstre                       | 21.001  | 5,5%    | +0,7    | 1        | -       | Bernhard Baunsgaard                                                                                           |
| M. Centrum-Demokraterne                       | 16.968  | 4,4%    | -4,0    | 1        | -       | Arne Melchior                                                                                                 |
| Y. Venstresocialisterne                       | 13.672  | 3,6%    | +0,5    | 1        | -       | Jørgen Lenger                                                                                                 |
| Z. Fremskridtspartiet                         | 10.920  | 2,9%    | -5,3    | 1        | -1      | John Arentoft                                                                                                 |
| Q. Kristeligt Folkeparti                      | 8.054   | 2,1%    | +0,3    | 1        | +1      | Inger Stilling Pedersen                                                                                       |
| E. Danmarks Retsforbund                       | 6.693   | 1,8%    | +0,2    |          | -       | |
| K. Danmarks kommunistiske Parti               | 2.656   | 0,7%    | -0,4    |          | -       | |
| Jacob Haugaard                                | 676     | 0,2%    | +0,0    |          | -       | |
| I. Internationalen-Socialistisk Arbejderparti | 294     | 0,1%    | +0,0    |          | -       | |
| L. Marxistisk-Leninistisk Parti               | 103     | 0,0%    | ny      |          | ny      | |
| Gyldige stemmer i alt                         | 382.052 | 382.052 | 382.052 | 382.052  | 382.052 | 382.052 |
| Afgivne stemmer i alt                         | 384.539 | 384.539 | 384.539 | 384.539  | 384.539 | 384.539 |
| Valgdeltagelse                                | 89,3 %  | 89,3 %  | + 4,2   | + 4,2    | + 4,2   | + 4,2 |

Kilde

### Folketingsvalget 1981
| Liste                                           | Stemmer | Stemmer | +/-     | Mandater | +/-     | Valgte |
| ----------------------------------------------- | ------- | ------- | ------- | -------- | ------- | --- |
| A. Socialdemokratiet                            | 120.433 | 33,7%   | -6,0    | 7        | -       | Svend Auken, Søren B. Jørgensen, Chr. Kelm-Hansen, Otto Mørch, Lissa Mathiasen, Sonja Mikkelsen, Karl Hjortnæs |
| F. Socialistisk Folkeparti                      | 47.696  | 13,4%   | +5,8    | 2        | -       | Ebba Strange, Marianne Bentsen-Pedersen                                                                        |
| C. Det konservative Folkeparti                  | 44.161  | 12,4%   | +0,8    | 3        | +1      | Lars P. Gammelgaard, Ole Bernt Henriksen, Elisabeth Krog                                                       |
| V. Venstre, Danmarks liberale Parti             | 39.742  | 11,1%   | -1,1    | 2        | -       | Uffe Ellemann-Jensen, Anders Andersen                                                                          |
| M. Centrum-Demokraterne                         | 30.049  | 8,4%    | +5,4    | 1        | -       | Arne Melchior                                                                                                  |
| Z. Fremskridtspartiet                           | 29.114  | 8,2%    | -0,8    | 2        | -       | John Arentoft, Børge Halvgaard                                                                                 |
| B. Det radikale Venstre                         | 17.270  | 4,8%    | -0,3    | 1        | -       | B. Baunsgaard                                                                                                  |
| Y. Venstresocialisterne                         | 11.081  | 3,1%    | -1,3    | 1        | -       | Mikael Waldorff                                                                                                |
| Q. Kristeligt Folkeparti                        | 6.565   | 1,8%    | -0,3    |          | -       | |
| E. Danmarks Retsforbund                         | 5.642   | 1,6%    | -1,3    |          | -1      | |
| K. Danmarks kommunistiske Parti                 | 3.995   | 1,1%    | -0,7    |          | -       | |
| Jacob Haugaard                                  | 558     | 0,2%    | -0,0    |          | -       | |
| R. Arbejderpartiet (KAP)                        | 341     | 0,1%    | -0,3    |          | -       | |
| I. Internationalen - Socialistisk Arbejderparti | 226     | 0,1%    | ny      |          | ny      | |
| Henrik Christensen                              | 25      | 0,0%    | ny      |          | ny      | |
| Lars Michaelsen                                 | 15      | 0,0%    | ny      |          | ny      | |
| Gyldige stemmer i alt                           | 356.913 | 356.913 | 356.913 | 356.913  | 356.913 | 356.913 |
| Afgivne stemmer i alt                           | 358.895 | 358.895 | 358.895 | 358.895  | 358.895 | 358.895 |
| Valgdeltagelse                                  | 85,1 %  | 85,1 %  | -2,0    | -2,0     | -2,0    | -2,0 |

Kilde

### Folketingsvalget 1979
| Liste                               | Stemmer | Stemmer | +/-     | Mandater | +/-     | Valgte |
| ----------------------------------- | ------- | ------- | ------- | -------- | ------- | --- |
| A. Socialdemokratiet                | 142.605 | 39,7%   | +0,7    | 7        | -       | Svend Auken, Henry Grünbaum, Otto Mørch, Lissa Mathiasen, Chr. Kelm-Hansen, Søren B. Jørgensen, Karl Hjortnæs |
| V. Venstre, Danmarks liberale Parti | 43.637  | 12,2%   | +0,8    | 2        | -       | Uffe Ellemann-Jensen, Knud Enggaard                                                                           |
| C. Det konservative Folkeparti      | 41.430  | 11,6%   | +3,8    | 2        | +1      | Lars P. Gammelgaard, Ole Bernt Henriksen                                                                      |
| Z. Fremskridtspartiet               | 32.379  | 9,0%    | -4,0    | 2        | -       | John Arentoft, Børge Halvgaard                                                                                |
| F. Socialistisk Folkeparti          | 27.425  | 7,6%    | +2,8    | 2        | +1      | Ebba Strange, Marianne Bentsen-Pedersen                                                                       |
| B. Det radikale Venstre             | 18.228  | 5,1%    | +1,9    | 1        | -       | Bernhard Baunsgaard                                                                                           |
| Y. Venstresocialisterne             | 15.612  | 4,4%    | +0,8    | 1        | -       | Mikael Waldorff                                                                                               |
| M. Centrum-Demokraterne             | 10.866  | 3,0%    | -3,2    | 1        | -       | Arne Melchior                                                                                                 |
| E. Danmarks Retsforbund             | 10.403  | 2,9%    | -0,7    | 1        | -       | Ib Christensen                                                                                                |
| Q. Kristeligt Folkeparti            | 7.540   | 2,1%    | -0,9    |          | -1      | |
| K. Danmarks kommunistiske Parti     | 6.541   | 1,8%    | -1,9    |          | -1      | |
| R. Arbejderpartiet KAP              | 1.434   | 0,4%    | ny      |          | ny      | |
| Jacob Haugaard                      | 797     | 0,2%    | ny      |          | ny      | |
| Gyldige stemmer i alt               | 358.897 | 358.897 | 358.897 | 358.897  | 358.897 | 358.897 |
| Afgivne stemmer i alt               | 361.087 | 361.087 | 361.087 | 361.087  | 361.087 | 361.087 |
| Valgdeltagelse                      | 87,1 %  | 87,1 %  | - 2,2   | - 2,2    | - 2,2   | - 2,2 |

Kilde

### Folketingsvalget 1977
| Liste                               | Stemmer | Stemmer | +/-     | Mandater | +/-     | Valgte |
| ----------------------------------- | ------- | ------- | ------- | -------- | ------- | --- |
| A. Socialdemokratiet                | 135.036 | 39,0%   | +3,3    | 7        | +1      | Svend Auken, Otto Mørch, Jens Kampmann, Henry Grünbaum, Søren B. Jørgensen, Karl Hjortnæs, Marinus Sørensen |
| Z. Fremskridtspartiet               | 45.096  | 13,0%   | +1,0    | 2        | -       | John Arentoft, Børge Halvgaard                                                                              |
| V. Venstre, Danmarks liberale Parti | 39.594  | 11,4%   | -10,3   | 2        | -2      | Uffe Ellemann-Jensen, Anders Andersen                                                                       |
| C. Det konservative Folkeparti      | 26.989  | 7,8%    | +2,9    | 1        | -       | Oluf Lowzow                                                                                                 |
| M. Centrum-Demokraterne             | 21.396  | 6,2%    | +4,2    | 1        | -       | Arne Melchior                                                                                               |
| F. Socialistisk Folkeparti          | 16.509  | 4,8%    | -0,4    | 1        | -       | Ebba Strange                                                                                                |
| K. Danmarks kommunistiske Parti     | 12.682  | 3,7%    | -0,3    | 1        | -       | Freddy Madsen                                                                                               |
| Y. Venstresocialisterne             | 12.585  | 3,6%    | +0,8    | 1        | -       | Steen Folke                                                                                                 |
| E. Danmarks Retsforbund             | 12.440  | 3,6%    | +1,4    | 1        | +1      | Ib Christensen                                                                                              |
| B. Det radikale Venstre             | 11.252  | 3,2%    | -3,8    | 1        | -       | Bernhard Baunsgaard                                                                                         |
| Q. Kristeligt Folkeparti            | 10.518  | 3,0%    | -2,5    | 1        | -       | Inger Stilling Pedersen                                                                                     |
| P. Pensionistpartiet                | 2.429   | 0,7%    | ny      |          | ny      | |
| Tommy Nielsen                       | 128     | 0,0%    | ny      |          | ny      | |
| Gyldige stemmer i alt               | 346.654 | 346.654 | 346.654 | 346.654  | 346.654 | 346.654 |
| Afgivne stemmer i alt               | 348.622 | 348.622 | 348.622 | 348.622  | 348.622 | 348.622 |
| Valgdeltagelse                      | 89,3 %  | 89,3 %  | + 0,4   | + 0,4    | + 0,4   | + 0,4 |

Kilde

### Folketingsvalget 1975
| Liste                               | Stemmer | Stemmer | +/-     | Mandater | +/-     | Valgte                                                                                    |
| ----------------------------------- | ------- | ------- | ------- | -------- | ------- | ----------------------------------------------------------------------------------------- |
| A. Socialdemokratiet                | 111.107 | 32,7%   | + 4,4   | 6        | + 1     | Svend Auken, Henry Grünbaum, Otto Mørch, Jens Kampmann, Karl Hjortnæs, Søren B. Jørgensen |
| V. Venstre, Danmarks liberale Parti | 73.891  | 21,7%   | +10,1   | 4        | + 2     | Anders Andersen, Knud Enggaard, Anna Dorith Skriver, Bent Knie-Andersen                   |
| Z. Fremskridtspartiet               | 40.842  | 12,0%   | - 3,0   | 2        | - 1     | Børge Halvgaard, John Arentoft                                                            |
| B. Det radikale Venstre             | 23.842  | 7,0%    | - 4,2   | 1        | - 1     | Bernhard Baunsgaard                                                                       |
| Q. Kristeligt Folkeparti            | 18.516  | 5,5%    | + 1,8   | 1        | -       | Inger Stilling Pedersen                                                                   |
| F. Socialistisk Folkeparti          | 17.676  | 5,2%    | - 0,9   | 1        | - 1     | Ebba Strange                                                                              |
| C. Det konservative Folkeparti      | 16.784  | 4,9%    | - 3,7   | 1        | -       | Oluf Lowzow                                                                               |
| K. Danmarks kommunistiske Parti     | 13.567  | 4,0%    | + 0,4   | 1        | -       | Freddy Madsen                                                                             |
| Y. Venstresocialisterne             | 9.368   | 2,8%    | ny      | 1        | ny      | Steen Folke                                                                               |
| E. Danmarks Retsforbund             | 7.477   | 2,2%    | - 1,5   |          | - 1     |                                                                                           |
| M. Centrum-Demokraterne             | 6.762   | 2,0%    | - 4,4   | 1        | -       | Christian Arnfast                                                                         |
| Arnt Hansen                         | 63      | 0,0%    | ny      |          | ny      |                                                                                           |
| Gyldige stemmer i alt               | 339.895 | 339.895 | 339.895 | 339.895  | 339.895 | 339.895                                                                                   |
| Afgivne stemmer i alt               | 341.929 | 341.929 | 341.929 | 341.929  | 341.929 | 341.929                                                                                   |
| Valgdeltagelse                      | 88,9 %  | 88,9 %  | - 0,6   | - 0,6    | - 0,6   | - 0,6                                                                                     |

Kilde

### Folketingsvalget 1973
| Liste                               | Stemmer | Stemmer | +/-     | Mandater | +/-     | Valgte                                                                     |
| ----------------------------------- | ------- | ------- | ------- | -------- | ------- | -------------------------------------------------------------------------- |
| A. Socialdemokratiet                | 95.826  | 28,3 %  | - 12,0  | 5        | - 3     | Svend Auken, Henry Grünbaum, Jens Kampmann, Otto Mørch, Søren B. Jørgensen |
| Z. Fremskridtspartiet               | 51.025  | 15,0 %  | ny      | 3        | ny      | John Arentoft, Børge Halvgaard, Chr. V. Gede                               |
| V. Venstre, Danmarks liberale Parti | 39.175  | 11,6 %  | - 4,0   | 2        | - 1     | Anders Andersen, Knud Enggaard                                             |
| B. Det radikale Venstre             | 37.893  | 11,2 %  | - 3,4   | 2        | - 1     | Bernhard Baunsgaard, Meta Ditzel                                           |
| C. Det konservative Folkeparti      | 29.050  | 8,6 %   | - 6,3   | 1        | - 2     | Per Bendix                                                                 |
| M. Centrums-Demokraterne            | 21.752  | 6,4 %   | ny      | 1        | ny      | Svend Tønnesen                                                             |
| F. Socialistisk Folkeparti          | 20.629  | 6,1 %   | - 2,2   | 2        | -       | Aage Frandsen, Ebba Strange                                                |
| Q. Kristeligt Folkeparti            | 12.662  | 3,7 %   | + 2,1   | 1        | + 1     | Inger Stilling Pedersen                                                    |
| E. Danmarks Retsforbund             | 12.480  | 3,7 %   | + 1,7   | 1        | + 1     | Ib Christensen                                                             |
| K. Danmarks kommunistiske Parti     | 12.219  | 3,6 %   | + 2,5   | 1        | + 1     | Freddy Madsen                                                              |
| Y. Venstresocialisterne             | 5.996   | 1,8 %   | ny      |          | ny      |                                                                            |
| John Bove                           | 156     | 0,0 %   | ny      |          | ny      |                                                                            |
| Gyldige stemmer i alt               | 338.863 | 338.863 | 338.863 | 338.863  | 338.863 | 338.863                                                                    |
| Afgivne stemmer i alt               | 340.604 | 340.604 | 340.604 | 340.604  | 340.604 | 340.604                                                                    |
| Valgdeltagelse                      | 89,5 %  | 89,5 %  | + 1,4   | + 1,4    | + 1,4   | + 1,4                                                                      |

Kilde

### Folketingsvalget 1971
| Liste                               | Stemmer | Stemmer | Mandater | Valgte |
| ----------------------------------- | ------- | ------- | -------- | --- |
| A. Socialdemokratiet                | 127.110 | 40,3%   | 8        | Jens Otto Krag, Jens Kampmann, Henry Grünbaum, Svend Auken, Søren B. Jørgensen, Marichen Nielsen, Otto Mørch, Karl Hjortnæs |
| V. Venstre, Danmarks liberale Parti | 49.270  | 15,6%   | 3        | Anders Andersen, Knud Enggaard, Per Federspiel                                                                              |
| C. Det konservative Folkeparti      | 46.867  | 14,9%   | 3        | Per Bendix, Oluf Lowzow, Ellen Strange Petersen                                                                             |
| B. Det radikale Venstre             | 45.929  | 14,6%   | 3        | B. Baunsgaard, Harald Westergaard Andersen, Meta Ditzel                                                                     |
| F. Socialistisk Folkeparti          | 26.042  | 8,3 %   | 2        | Holger Vivike, Aage Frandsen                                                                                                |
| E. Danmarks Retsforbund             | 6.339   | 2,0 %   |          | |
| Q. Kristeligt Folkeparti            | 5.063   | 1,6 %   |          | |
| Y. Venstresocialisterne             | 4.963   | 1,6 %   |          | |
| K. Danmarks kommunistiske Parti     | 3.601   | 1,1 %   |          | |
| Gyldige stemmer i alt               | 315.184 | 315.184 | 315.184  | 315.184 |
| Afgivne stemmer i alt               | 317.354 | 317.354 | 317.354  | 317.354 |
| Valgdeltagelse                      | 88,1 %  | 88,1 %  | 88,1 %   | 88,1 % |

Kilde

## Referenceliste
1. ↑  http://www.dst.dk/pubfile/20331/valg2005
2. ↑  http://www.dst.dk/Site/Dst/Udgivelser/GetPubFile.aspx?id=20330&sid=valg2001
3. ↑  http://www.dst.dk/Site/Dst/Udgivelser/GetPubFile.aspx?id=20329&sid=valg1998
4. ↑  http://www.dst.dk/Site/Dst/Udgivelser/GetPubFile.aspx?id=20328&sid=valg1994
5. ↑  http://www.dst.dk/Site/Dst/Udgivelser/GetPubFile.aspx?id=20327&sid=valg1990
6. ↑  http://www.dst.dk/pubfile/20199/valg1988
7. ↑  http://www.dst.dk/pubfile/20200/valg1987
8. ↑  http://www.dst.dk/Site/Dst/Udgivelser/GetPubFile.aspx?id=20201&sid=valg1984
9. ↑  http://www.dst.dk/pubfile/20202/valg1981
10. ↑  http://www.dst.dk/pubfile/20203/valg1973
11. ↑  http://www.dst.dk/Site/Dst/Udgivelser/GetPubFile.aspx?id=20204&sid=valg1977
12. ↑  http://www.dst.dk/pubfile/20205/valg1975
13. ↑  http://www.dst.dk/Site/Dst/Udgivelser/GetPubFile.aspx?id=20206&sid=valg1973
14. ↑  http://www.dst.dk/Site/Dst/Udgivelser/GetPubFile.aspx?id=20207&sid=valg1971